# Libro (álbum)
Libro es el cuarto álbum del cantautor chileno Jorge González. Salió a la venta el 28 de febrero de 2013, mismo día en que González participó por tercera vez en el Festival de Viña del Mar, y marca el regreso de su carrera solista desde su última producción en 1999 (proceso que fue interrumpido por el regreso de su banda, Los Prisioneros, entre 2001 y 2006, y por la formación del proyecto Los Updates, entre 2007 y 2011).
El álbum fue grabado en los estudios de la residencia de González en Berlín, Alemania. En tanto, la mezcla y masterización estuvo a cargo de Tobías Freund, a excepción del tema "El final de esta maldición" (mezclado por Ricardo Villalobos). Además de ello, destacan las colaboraciones en el proceso de grabación de los músicos electrónicos Dinky, LovLov y Pier Bucci.
Es un álbum íntimo en el que el cantautor trata temas personales, como el quiebre de su última relación sentimental y su lejanía con uno de sus hijos (por residir en Alemania), así como reflexiones ligadas a su período de madurez artística.
La única entrevista hasta hoy dada por el músico con respecto a Libro fue concedida a su biógrafo, el periodista Emiliano Aguayo.
Debido al éxito de ventas del álbum, en marzo de 2014 fue relanzado de forma exclusiva únicamente en Chile, con cuatro canciones inéditas.

## Lista de canciones
| N.º   | Título                                                | Escritor(es)   | Duración |  |
| 1.    | «Ámate»                                               | Jorge González | 3:12     |  |
| 2.    | «Nunca te haría daño»                                 | González       | 2:53     |  |
| 3.    | «Yo no estoy en condiciones»                          | González       | 3:56     |  |
| 4.    | «Es muy tarde (con Dinky)»                            | González       | 4:05     |  |
| 5.    | «No hay mal que dure cien años»                       | González       | 3:23     |  |
| 6.    | «Curación (con LovLov)»                               | González       | 4:29     |  |
| 7.    | «Algo hay en la Novena (con Pier Bucci)»              | González       | 2:40     |  |
| 8.    | «Hijo amado»                                          | González       | 3:28     |  |
| 9.    | «Arauco tiene una pena»                               | Violeta Parra  | 2:59     |  |
| 10.   | «El final de esta maldición (con Ricardo Villalobos)» | González       | 5:31     |  |
| 11.   | «Fran»                                                | González       | 1:42     |  |
| 38:39 |                                                       |                |          |  |

| Libro - edición especial |                                       |               |          |  |
| N.º                      | Título                                | Escritor(es)  | Duración |  |
| 12.                      | «Me libro» (bonus track)              | González      | 3:53     |  |
| 13.                      | «Esquemas Juveniles» (bonus track)    | Javiera Mena  | 5:34     |  |
| 14.                      | «Pensando en el futuro» (bonus track) | González      | 2:31     |  |
| 15.                      | «Algo de ti» (bonus track)            | Gonzalo Yáñez | 2:52     |  |
| 53:28                    |                                       |               |          |  |

## Singles
1. "Nunca te haría daño"
2. "Yo no estoy en condiciones"
3. "Es muy tarde"
4. "No hay mal que dure 100 años"

## Personal
- Jorge González: Voces, instrumentos, letra, música y producción.
- Tobias Freund: Mezcla y masterización.
- Ricardo Villalobos: Mezcla en tema 10.
- Arte: Danielle Glukman y Cristian Recabarren.